# De Poolse bruid
De Poolse bruid é um filme de drama neerlandês de 1998 dirigido e escrito por Karim Traïdia e Kees van der Hulst. Foi selecionado como representante dos Países Baixos à edição do Oscar 1999, organizada pela Academia de Artes e Ciências Cinematográficas.

## Elenco
- Jaap Spijkers - Henk Woldring
- Monic Hendrickx - Anna Krzyzanowska
- Rudi Falkenhagen
- Roef Ragas
- Hakim Traidia
- Soraya Traïdia - Krysztyna